# Фини (окръг Лимасол)
Финѝ (на гръцки: Φοινί) е село в Кипър, окръг Лимасол. Според статистическата служба на Република Кипър през 2001 г. селото има 450 жители.
Намира се на 44 km северно от Лимасол.